# 体坛周报
体坛周报（英語：Titan Sports）是中国目前期发量最大的综合类体育报，总部在湖南长沙。目前旗下还有《足球周刊》、《全体育》、《高尔夫大师》和《户外》等杂志。体坛周报的编辑部现位于北京，在世界各个体育强国都有常驻记者，并与法国《队报》、西班牙《马卡》报等建立长期合作关系。现在是中国唯一拥有金球奖投票权的媒体机构。
现任总编辑骆明。

## 口号
更快、更高、更强、更新、更深、更精

## 历史
- 1988年7月1日，体坛周报创刊于湖南长沙[2]，是隶属于湖南省体委的机关报。
- 1993年成为独立经济实体，当时期发量为30万份。
- 1997年底，期发量为120万份，即成为当时期发量最大的体育类报纸。
- 2001年创下了平均期发量160万份，最高期发量262万份的纪录。
- 2002年，改版为每周三刊。
- 2003年，前《足球》报记者林良锋加入体坛周报。
- 2005年3月15日，编辑部迁往北京。
- 2006年，期发量超过160万份，周发行量超过500万份。
- 2008年，体坛网（www.titan24.com）上线，定位于体育垂直门户。在奥运期间尝试加价加量，并于奥运后正式确定零售价从1.5元涨到2元。
- 2009年4月，社长瞿优远被双规[3]，之后报社仍然正常运作，并未受影响。